# Protocole de Corfou

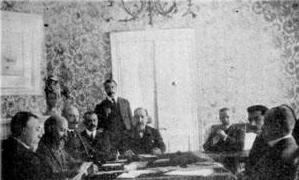
Négociations dictant le protocole de Corfou

Le protocole de Corfou (en grec moderne : Πρωτόκολλο της Κέρκυρας et en albanais : Protokolli i Korfuzit), est un traité international signé en Grèce par les représentants de la principauté d’Albanie et ceux de la minorité grecque d’Épire du Nord, le 17 mai 1914. Le protocole reconnaît officiellement l’existence de la république autonome d'Épire du Nord à l’intérieur de l’État albanais. Il garantit par ailleurs à la communauté grecque orthodoxe une large autonomie politique, religieuse, culturelle et éducative. Cependant, la guerre civile albanaise et l’éclatement de la Première Guerre mondiale empêchent l’application du traité et la Grèce envahit durant plusieurs mois la province. 